# Ônibus

Um ônibus (português brasileiro) ou autocarro (português europeu), camioneta, machimbombo, é um veículo motorizado terrestre designado para o transporte de pessoas. Ônibus podem ter a capacidade de carregar até 300 passageiros. O tipo mais comum de ônibus é o ônibus simples ou convencional, usado em grande parte dos centros urbanos para o transporte público de passageiros.

## Designações e etimologia
A designação dos veículos de transporte de passageiros varia de país para país e até mesmo de região para região. Várias das designações têm origem da palavra "Ónibus / Ômnibus" ("para todos" em latim). Este termo foi usado, desde o século XIX, para designar um tipo de transporte coletivo de passageiros puxado a cavalo, usado nas grandes cidades do mundo, com caraterísticas e funções muito semelhantes aos transportes coletivos atuais.
No Brasil, os transportes coletivos de passageiros são designados "ônibus", termo originado diretamente em "omnibus".
Em Portugal, até a década de 1940, foi usado o termo "auto-ómnibus", referindo-se a um ómnibus automóvel. A partir de então, foi introduzido o termo "autocarro", também se utilizando popularmente o termo "camioneta" para designar os autocarros interurbanos.
Em Angola e Moçambique, usa-se o termo "machimbombo", com origem no nome popular que se dava ao Elevador da Estrela, em Lisboa (1890–1913), e que se se supõe ser uma adaptação do inglês "machine pump".
Internacionalmente, também é utilizado o termo "bus" (redução de "omnibus") ou o termo "autobus".

## História

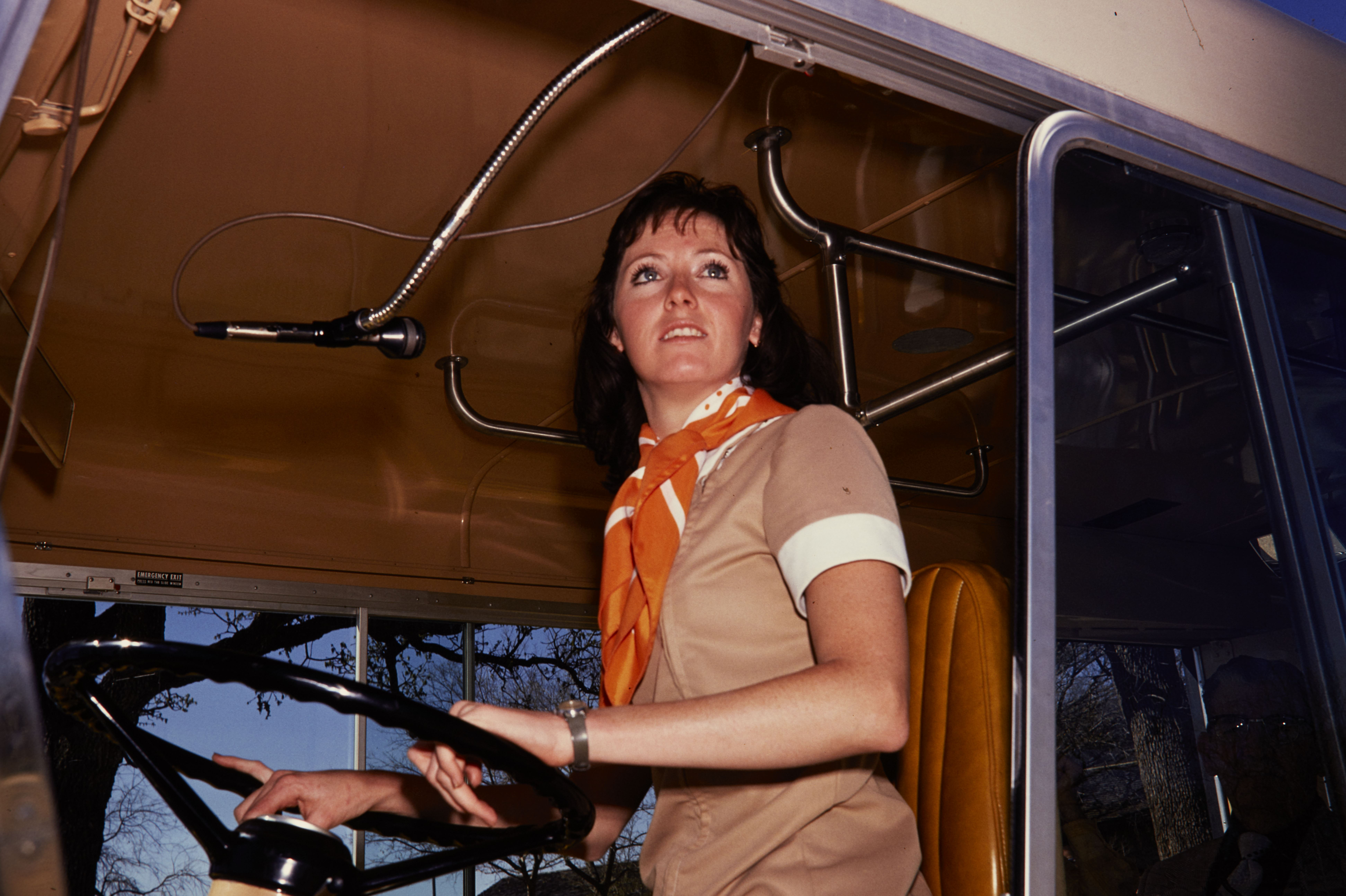
Motorista na condução de um ônibus.

O conceito de ônibus como modalidade de transporte público tem sua origem na cidade de Nantes, França onde, em 1826, Stanislav Baudry decidiu estabelecer um transporte entre o centro da cidade e as instalações de banhos públicos de sua propriedade em Richebourg, nos arredores da cidade. O serviço combinava as funções das carroças hackney com as das diligências que percorriam uma rota pré-determinada, transportando passageiros e correio. O veículo era dotado de bancos de madeira ao longo do mesmo e a entrada era efetuada por trás.
O termo ônibus parece vir do local onde os carros faziam o ponto final, diante de uma chapelaria, cujo dono, Omnes, em um jogo de palavras com seu próprio nome, denominou Omnes Omnibus, "tudo para todos". O nome pareceu bastante apropriado para o novo transporte coletivo e por associação foi adotado por este. Em outras versões da história, porém, ônibus simplesmente decorre de voiture omnibus ("carro para todos").
O aparecimento do ônibus foi fator fundamental para o surgimento dos serviços de transporte público. Transportar passageiros demonstrou ser tão economicamente interessante que Baudry abandonou o negócio dos banhos e passou a dedicar-se exclusivamente a isso. Foi em Paris, no entanto, que ele resolveu em 1828 fundar, com outros sócios, a Entreprise Générale des Omnibus.
Seja por emulação direta ou porque a ideia já pairava no ar, em 1832 já teriam sido implementados serviços semelhantes em Bordéus e Lyon. Um jornal de Londres registrou, no dia 4 de Julho de 1829, que "o novo veículo, chamado de omnibus, começou a fazer a ligação de Paddington à cidade". Esse serviço era operado por George Shilibeer.
Em Nova Iorque, foram lançados serviços de omnibus no mesmo ano, quando Abraham Brower, um empreendedor que organizou companhias voluntárias de bombeiros, estabeleceu a ligação ao longo da Broadway começando em Bowling Green; seguiram-se outras cidades americanas: Filadélfia em 1831, Boston em 1835 e Baltimore em 1844.
Em 1830, o britânico Sir Goldworthy Gurney desenvolveu uma carruagem longa movida a vapor, provavelmente o primeiro ônibus motorizado. Mas, nas grandes cidades onde o transporte coletivo se desenvolvia, a tração animal evoluía para o transporte sobre trilhos.
Em 1895, Karl Benz criou o Benz Omnibus, primeiro ônibus movido por um motor de combustão interna. Dotado de um motor a gasolina de 5 cv, o ônibus de Benz alcançava 15 km/h e transportava até oito passageiros na linha Siegen-Netphen-Deutz. O Benz Omnibus foi fabricado de 1895 a 1898 pela Benz & Cie.
O serviço de ônibus produziu repercussões na sociedade e na urbanização. Socialmente, o serviço colocava pessoas, em intimidade física sem antecedentes, espremidos uns contra os outros numa pressão democrática que mesmo a pessoa de classe média com a mentalidade mais liberal tinha experimentado antes. Só os mais pobres permaneciam excluídos. Assim surgiu uma nova divisão na sociedade urbana, dividindo aqueles que possuíam carruagens e os que não possuíam.
O serviço de ônibus estendeu o alcance da cidade norte-atlântica, pós-georgiana e pós-federal. A caminhada da antiga vila de Paddington à baixa de Londres era dura até para um jovem em boa condição física. O serviço de ônibus ofereceu uma nova disponibilidade ao interior da cidade dos seus subúrbios mais próximos.
Uma urbanização mais intensa seguiu-se. Dentro de poucos anos, o serviço de ônibus de Nova Iorque tinha como rival o veículo elétrico (bonde): o seu primeiro serviço percorria a rua Bowery, que oferecia uma grande melhoria nas condições por percorrer sobre carris de ferro em vez de andar sobre estradas de blocos de granito, o que traduzia-se numa viagem mais suave. Os novos elétricos foram financiados por John Mason, um banqueiro rico, e construídos por John Stephenson, um empreiteiro irlandês.
Quando os transportes motorizados comprovaram o seu valor após 1905, um omnibus motorizado era, por vezes, intitulado autobus.

## Tipos

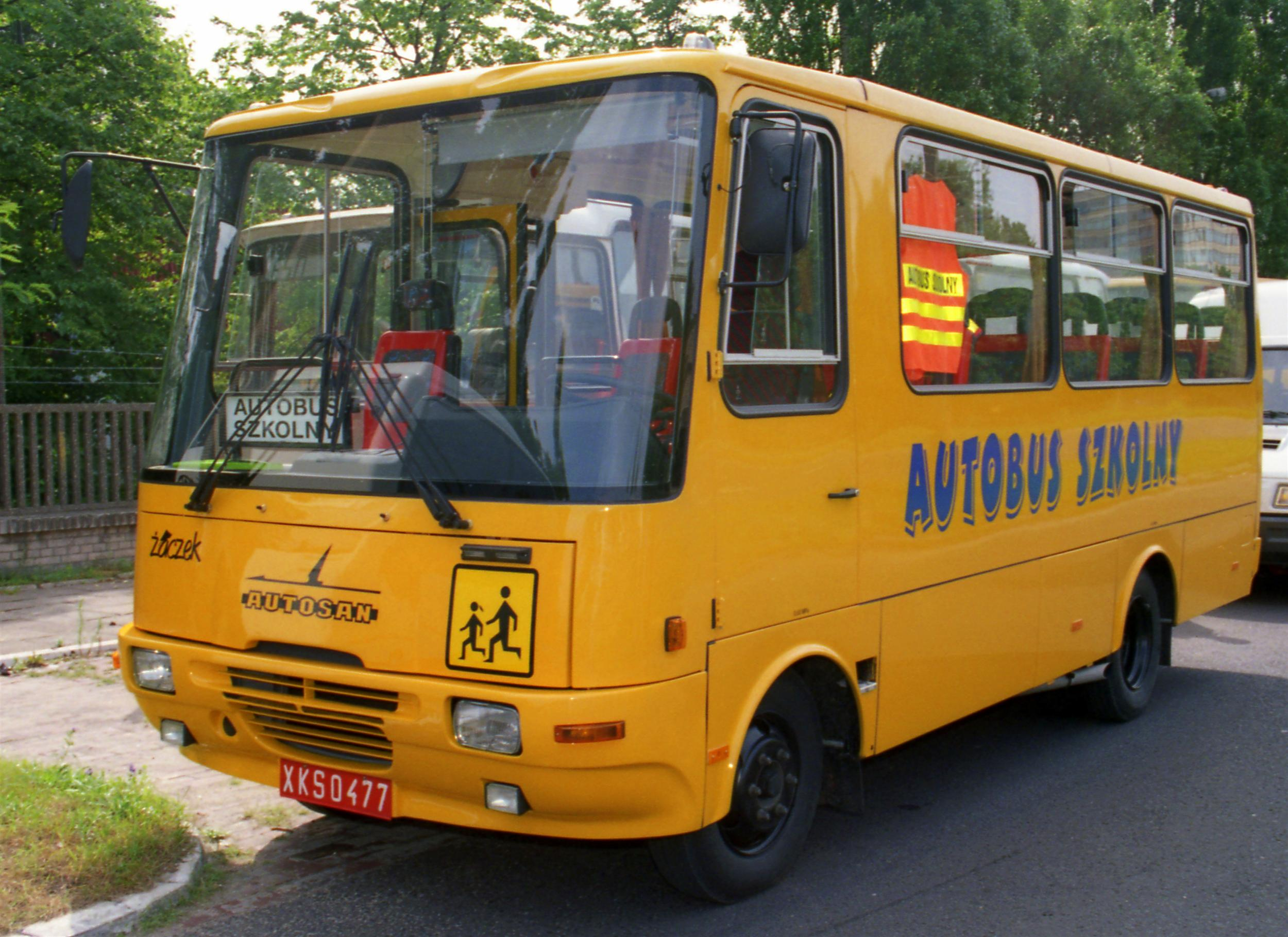
Ônibus escolar polonês
"Autosan" H6-10 Żaczek.

### Ônibus comum
É o tipo mais popular e mais utilizado. Também chamado de ônibus simples, ônibus básico ou ônibus convencional, esse tipo de ônibus possui apenas um andar e uma unidade rígida (ao contrário dos articulados e biarticulados), de dois a quatro eixos. Podem apresentar uma ou mais portas para a entrada de passageiros, e a posição do motor pode variar de frontal, central e traseira. De todos os tipos, é o mais compacto, mais barato de se adquirir e manter.

### Ônibus articulado
O ônibus articulado (também conhecido como "ônibus-sanfona") se difere do ônibus comum por apresentar um reboque traseiro ligado por meio de uma articulação central. Esses ônibus têm de três a quatro eixos, possuem pelo menos três portas, e motor frontal, central ou traseiro.

#### Ônibus biarticulado
O ônibus biarticulado (também conhecido como "ônibus de duas sanfonas") é basicamente um ônibus articulado, no entanto, com duas articulações. Normalmente, possuem cinco portas, motor central e quatro eixos.

### Ônibus de dois andares

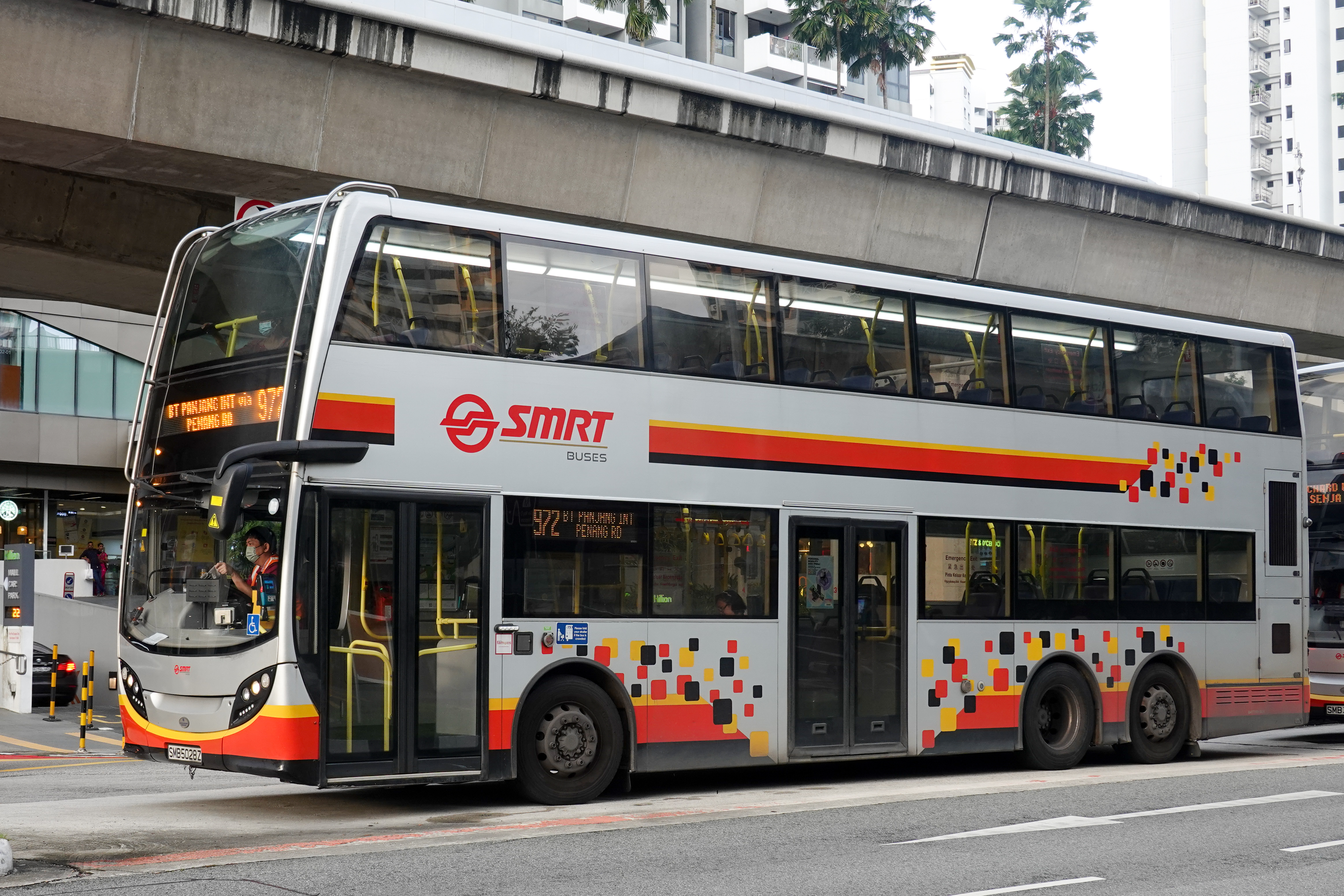
Moderno onibus de dois andares.

Esse tipo de ônibus possui dois andares (Double decker). São mais comuns no transporte público europeu, principalmente na Inglaterra, já que esses países têm ruas estreitas e um ônibus com articulação seria menos eficiente. Possuem de dois a quatro eixos, motor frontal ou traseiro e em média duas portas.

### Ônibus anfíbio

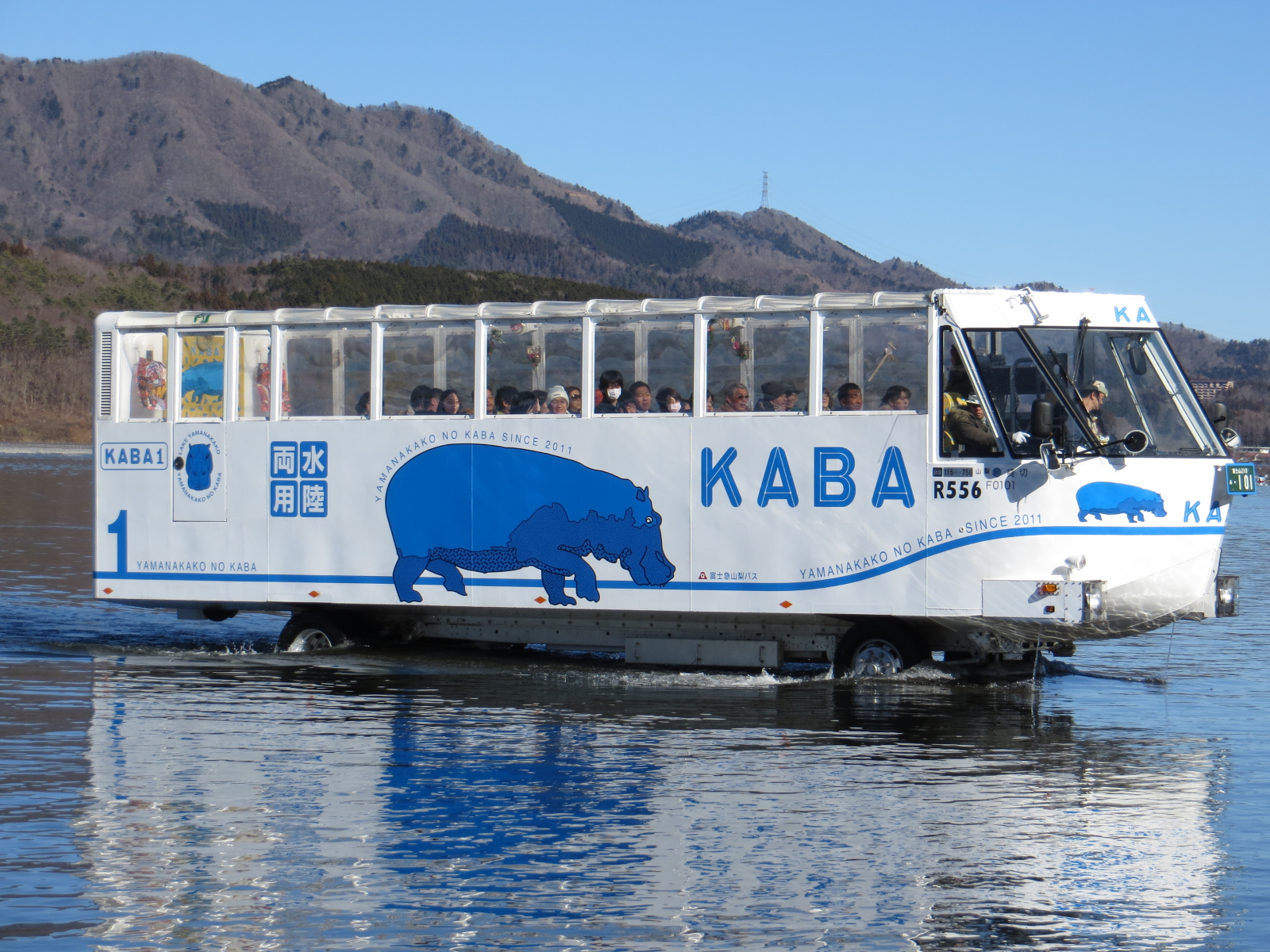
Ônibus anfíbio no lago Yamanaka, em Yamanashi, próximo do monte Fuji no Japão.

Desloca-se tanto em terra quanto na água e, em geral, é empregado em atividades turísticas.